# Ancylonotopsis pictus
Ancylonotopsis pictus là một loài bọ cánh cứng trong họ Cerambycidae.